# 危方
危方，是殷墟甲骨文记载的商朝的方国。学者认为在今河南省永城与安徽省宿州之间。
商王多次征伐危方，商王武丁在位时，危方曾臣服于商。约公元前12世纪，廪辛、康丁时危方又叛逆，并联合其他方伯侵犯商境。商王集结军队对危方及其联军进行了一场大战，击败其军队。擒获其首领方伯数人，全部杀死祭祀祖先，俘虏数以千计。缴获大批武器装备，有大量车马盾牌，铠甲及杀伤兵器，再次迫使危方降服。